# Adam Ficek
Adam Ficek, född 8 mars 1974 i Bletchley är trumslagare i rockbandet Babyshambles. Han ersatte trumslagaren Gemma Clarke, januari 2005.
Ficek spelade tidigare trummor i bandet The White Sport och innan karriären som rockmusiker tog fart, var Adam också musiklärare i skolan där han lärde ungdomar att spela trummor. 
Adam är aktiv i Londonbandet Mains Ignition, som spelar annorlunda jazzmusik. De har släppt två album och även gjort en variant på Babyshambles material, The Blinding EP.
Våren 2008 släppte Adam Ficek sin första egna singel "Sparkling Bootz" under namnet Roses Kngs Castles.